# إدغار أندرسون
إدغار شانون أندرسون (بالإنجليزية: Edgar Anderson)‏ (9 نوفمبر 1897 - 18 يونيو 1969) عالم نبات أمريكي ألف كتاب في عام 1949 يتضمن التهجين والمساهمة الأصلية والهامة لعلم الوراثة النباتية.

## روابط خارجية
- National Academy of Sciences Biographical Memoir